# Ruth Kasdan
Ruth Kasdan, född 30 oktober 1918 i Stockholm, död 11 juni 2008 i Stockholm, var en svensk skådespelare och sångerska.

## Biografi

### De tidiga åren
Kasdan bedrev både sång- och teaterstudier och debuterade i juli 1937 på Folkparksteatern i Helsingborg i folklustspelet Kärlek i alla knutar av Siegfried Fischer, med Oscar Ljung, Folke Walder och Arne Nyberg med flera. Hon spelade även på Tantolundens friluftsteater.     
Sedan följde olika uppdrag parallellt med studierna och hon turnerade bland annat på Riksteatern med Anders de Wahl i John Ulstierna. Hon var under 1940-talet en av turnéteaterns stora publikdragande skådespelare.      

### Privatteater i Stockholm och i Helsingborg hos Ingmar Bergman
Hösten 1943 fick hon en betydande uppgift på Vasateatern i Stockholm med rollen som Flickan i Lars-Levi Laestadius lustspel Herr Blink går över alla gräser. Den hade getts samma vår på Göteborgs stadsteater, med Gertrud Fridh som Flickan. Den förnämlige regissören Per Lindberg iscensatte stycket med Willy Peters som Blink, Erik ”Bullen” Berglund som Lektor Quartenius och Benkt-Åke Benktsson, som Direktör Olsson.   
Vasan satte därefter upp en engelsk komedi: Den okuvlige Mr. Bunting av Robert Greenwood med Alf Kjellin, Oscar Ljung, Margot Ryding, Hjördis Petterson och den 17-åriga teaterstudenten Bojan Westin. Dessutom med den store Anders de Wahl som familjen äldste och med Kasdan  i en något mindre roll.
Det spelades mycket revy under krigsåren och hon var med i Tredje taggen hos Per-Axel Branner på Nya teatern med Stig Järrel, Gunnar Björnstrand, Dagmar Olsson och Karl-Arne Holmsten i ensemblen.    
Innan hon kom till Branner var hon hos Ingmar Bergman som då var chef i Helsingborg för Sveriges äldsta stadsteater. Kasdan gästspelade i hans uppsättning av Hjalmar Bergmans skådespel Sagan.    

### På Sveriges nyaste stadsteater
I september 1947 öppnade Stadsteatern Norrköping-Linköping, med spelplatser på teatrarna i de båda städerna. Teaterchefen Johan Falck samlade en ensemble med folk från olika håll och däribland Kasdan som han samma vår hade regisserat i Sigurd Christiansens En resa i natten på Riksteatern. Öppningsprogrammet var Romeo och Julia av William Shakespeare med Ruth Kasdan som Julia medan Romeo gjordes av Stig Roland. I ensemblen fanns bland andra John Harryson och ung Ernst-Hugo Järegård. Hon gjorde stor lycka som Julia och fick tre år senare göra ytterligare en viktig Shakespeareroll på stadsteatern: Ofelia i Hamlet.   
Men innan dess gjorde hon Venus i musikalen One Touch of Venus med musik av Kurt Weil (den fick inte någon svensk titel) och bland övriga uppgifter kan nämnas att hon gjorde hon rollen som Hans hustru i Kjeld Abells Dagar på ett moln med Gerd Hagman och en ung Ingrid Thulin. Och i Norman Krasnas komedi Kära Ruth hade Ruth Kasdan som Ruth Wilkins ännu en framgång.    

### Filmroller
Kasdan gjorde debut som filmskådespelare i Gösta Cederlunds En dotter född med Barbro Kollberg i huvudrollen våren 1944. Samma år spelade hon Krögardottern Ida i Schamyl Baumans film Prins Gustaf. Alf Kjellin och Mai Zetterling gjorde huvudrollerna med greve Lennart Bernadotte. I Baumans film I Roslagens famn fick Kasdan en lite mer framträdande plats bakom Åke Grönberg men kritikerna tyckte att det i själva verket var Evert Taubes ballader som spelade huvudrollen.
Kasdan återvände 1950 till Stockholm efter åren i Norrköping-Linköping och tog upp sin filmkarriär med huvudrollen som Hemmafrun Karin Brunell i Arne Mattsons När kärleken kom till byn. I filmen  medverkade också Sven Lindberg, Edvin Adolphson och Sigge Fürst.

### 1950- och 1960-talet
Från 1950-talet varvade hon turnéer med Riksteatern med uppdrag på privatteatrar i Stockholm och stadsteatrar i landet och hennes karriär som musikalartist tog ordentlig fart. 1954 var hon gäst på Upsala-Gävle stadsteater som Iduna i Paul Burkhards musikal Oh, mein Papa!
På hösten 1955 gjorde hon Dorine i Molières Tartuffe med Holger Löwenandler i titelrollen på turné med Riksteatern. Tord Stål gjorde Orgon medan Barbro Hiort af Ornäs spelade hans hustru Elmire. Kotti Chave var Cléante medan Dora Söderberg gjorde den moraliserande Madame Pernelle. Börje Mellvig var regissör för föreställningen som blev en stor kritikerframgång och den ett gästspel på Göteborgs stadsteater.
Kasdan spelade i Agatha Christies kriminalpjäs Råttfällan på Blancheteatern invid Kungsträdgården på våren 1958 med Gunnar Hellström och därefter följde kanske karriärens viktigaste roll när hon kreerade Anna i den svenska premiären på Rodgers och Hammersteins musikal Kungen och jag på Malmö stadsteater. Premiär i november med Oscar Ljung som Kungen av Siam i en uppsättning signerad Ivo Cramér.
1960 återförenades hon med Gunnar Björnstrand när han gjorde Petrucchio och hon Katarina i Shakespeare Så tuktas en argbigga på Riksteatern. De spelade ihop tio år tidigare på Riksteatern i Georg Bernhard Shaws Hjältar. Efter turnén med Björnstrand debuterade hon i Kar de Mummarevyn Slottstappning på Folkan, med Stig Järrel, Gaby Stenberg, Hjördis Petterson, Inga Gill och Lars Ekborg. 
Ruth Kasdan spelade från slutet av september 1961 Eliza i My Fair Lady på Riksteatern med turnépremiär på Gävle teater, med filmpartnern Claes Thelander som Higgins, Nils Jacobsson som Pickering och Nisse Ericsson som Doolittle. 
1969 var hon tillbaka på Stadsteatern Norrköping-Linköping som Sally Bowles i den första svenska uppsättningen av Cabaret. Olle Johansson gjorde Konferencieren, Ulf Qvarsebo var Cliff Bradshaw, Margreth Weivers Fräulein Schneider och Bertil Norström Herr Schulz. Hon blev kvar på Stadsteatern till 1973. 

### De sista åren
På nyårsdagen 1980 medverkade hon i TV-utsändningen av Hans Alfredsons Räkan från Maxim av Georges Feydeau. I de tre huvudrollerna sågs Lena Nyman, Thommy Berggren och Monica Zetterlund.  
Inspelningen gjordes i en TV-studio i Stockholm i juni 1979 under ledning av Alfredson själv, som även hade gjort en ny översättning till svenska. Kasdan medverkade i en scen i slutet av pjäsen då hon som Madame Ponant är inbjuden till Petiponts hus, med Madame Hautignol (Lottie Ejebrant) och Madame Virette (Lissi Alandh). Det var den sista inspelning Kasdan gjorde. 

### Övrigt
Hon var från 1948 gift med populärtextförfattaren och tandläkaren Roland Levin.

## Filmografi
- 1944 – Prins Gustaf
- 1944 – En dotter född
- 1945 – I Roslagens famn
- 1945 – Flickorna i Småland
- 1948 – En man gör sitt val
- 1950 – När kärleken kom till byn
- 1951 – Bärande hav
- 1953 – Vingslag i natten
- 1953 – Museet (film)
- 1965 – Kattorna
- 1966 – Syskonbädd 1782
- 1980 – Räkan från Maxim

## Teater

### Roller
| År   | Roll                        | Produktion                                                                                            | Regi                     | Teater                           |
| ---- | --------------------------- | --- | ------------------------ | -------------------------------- |
| 1938 |                             | Kärlek och cirkus Gideon Wahlberg                                                                     | Gideon Wahlberg          | Tantolundens friluftsteater      |
| 1943 | Flickan                     | Herr Blink går över alla gränser Lars-Levi Laestadius                                                 | Per Lindberg             | Vasateatern                      |
| 1943 | Evie Stagg                  | Den okuvliga Mr Bunting (Mr. Bunting in War and Peace) Robert Greenwood                               | Martha Lundholm          | Vasateatern                      |
| 1944 | Medverkande                 | Tredje taggen, revy Staffan Tjerneld                                                                  | Per-Axel Branner         | Nya Teatern                      |
| 1945 | Olympe                      | Kameliadamen (La Dame aux camélias) Alexandre Dumas d.y.                                              | Per-Axel Branner         | Nya Teatern                      |
| 1945 |                             | Sagan Hjalmar Bergman                                                                                 | Ingmar Bergman           | Helsingborgs stadsteater         |
| 1947 | Julia                       | Romeo och Julia (The Tragedy of Romeo and Juliet) William Shakespeare                                 | Johan Falck              | Norrköping-Linköping stadsteater |
| 1947 | Venus                       | Venus (One Touch of Venus) S. J. Perelman, Ogden Nash och Kurt Weill                                  | Johan Falck              | Norrköping-Linköping stadsteater |
| 1948 | Hustrun                     | Dagar på ett moln (Dage paa en sky) Kjeld Abell                                                       | Johan Falck              | Norrköping-Linköping stadsteater |
| 1948 | Ruth Wilkins                | Kära Ruth! (Dear Ruth) Norman Krasna                                                                  | Johan Falck              | Norrköping-Linköping stadsteater |
| 1948 | Kalypso                     | Strändernas svall Eyvind Johnson                                                                      | Johan Falck              | Norrköping-Linköping stadsteater |
| 1948 |                             | Susanne (Meine Nichte Susanne) Hans Adler och Alexander Steinbrecher                                  | Sandro Malmquist         | Norrköping-Linköping stadsteater |
| 1950 |                             | Den långa kniven (The Big Knife) Clifford Odets                                                       | Karin Kavli              | Norrköping-Linköping stadsteater |
| 1950 | Ofelia                      | Hamlet William Shakespeare                                                                            | Johan Falck              | Norrköping-Linköping stadsteater |
| 1952 |                             | Trettondagsafton (Twelfth Night, or What You Will) William Shakespeare                                | Sandro Malmquist         | Skansens friluftsteater          |
| 1954 |                             | Oh, mein Papa! (Das Feuerwerk) Paul Buckard                                                           | Gösta Folke Else Fischer | Upsala-Gävle stadsteater         |
| 1956 | Maggie                      | Katt på hett plåttak (Cat on a Hot Tin Roof) Tennessee Williams                                       | Sandro Malmquist         | Riksteatern                      |
| 1958 |                             | Vid skilda bord (Separate Tables) Terence Rattigan                                                    | Per-Axel Branner         | Riksteatern                      |
| 1958 | Mollie Ralston              | Råttfällan (The Mousetrap) Agatha Christie                                                            | Börje Mellvig            | Blancheteatern                   |
| 1958 | Anna                        | Kungen och jag (The King and I) Rodgers & Hammerstein                                                 | Ivo Cramér               | Malmö Stadsteater                |
| 1960 | Katarina                    | Så tuktas en argbigga (The Taming of the Shrew) William Shakespeare                                   | Sandro Malmquist         | Riksteatern                      |
| 1961 | Eliza                       | My Fair Lady                                                                                          | Ivo Cramér               | Riksteatern                      |
| 1964 | Mrs. Patrick Campbell       | Kära lögnare (Dear Delinquent) Jerome Kilty                                                           | Sandro Malmquist         | Riksteatern                      |
| 1968 | Antoinette                  | Biografi (Biographie Ein Spiel) Max Frisch                                                            | Torsten Sjöholm          | Norrköping-Linköping stadsteater |
| 1969 | Sally Bowles                | Cabaret John Kander, Fred Ebb och Joe Masteroff                                                       | John Zacharias           | Norrköping-Linköping stadsteater |
| 1969 | Maria                       | Emigranten från Brisbane (L'émigré de Brisbane) Georges Schehadé                                      | Bertil Norström          | Norrköping-Linköping stadsteater |
| 1969 | Eleonora                    | Tango Slawomir Mrozek                                                                                 | Torsten Sjöholm          | Norrköping-Linköping stadsteater |
| 1970 | Modern                      | Blodsbröllop (Bodas de Sangre) Federico García Lorca                                                  | Lars-Erik Liedholm       | Norrköping-Linköping stadsteater |
| 1970 | Konstantia                  | Kung Johan (König Johann) Friedrich Dürrenmatt                                                        | Lars Gerhard Norberg     | Norrköping-Linköping stadsteater |
| 1970 | Natalia                     | En månad på landet (Месяц в деревне, Mesiats v derevne) Ivan Turgenev                                 | John Zacharias           | Norrköping-Linköping stadsteater |
| 1971 |                             | Kärlekens nöjen Ruth Kasdan                                                                           |                          | Norrköping-Linköping stadsteater |
| 1971 | Fru Eriksson                | Sandlådan Kent Andersson                                                                              | Lars Gerhard Norberg     | Norrköping-Linköping stadsteater |
| 1971 | Katharina                   | Lavendel Walentin Chorell                                                                             | Bertil Norström          | Norrköping-Linköping stadsteater |
| 1972 |                             | Canterburysägner (The Canterbury Tales) Martin Starkie, Nevill Coghill, Richard Hill och John Hawkins | Torsten Sjöholm          | Norrköping-Linköping stadsteater |
| 1972 | Lydia                       | Välkommen Allan Edwall                                                                                | Lars Gerhard Norberg     | Norrköping-Linköping stadsteater |
| 1973 | Fru von Glanz               | Slott och koja (Ein Strick mit einem Ende) Karel Kraus, Zdeněk Mahler och Peter Rada                  | Bertil Norström          | Norrköping-Linköping stadsteater |
| 1973 | Anna Charlotta Schröderheim | Gustav III August Strindberg                                                                          | Mimi Pollak              | Norrköping-Linköping stadsteater |

## Radioteater

### Roller
| År   | Roll          | Produktion                                                 | Regi               |
| ---- | ------------- | ---------------------------------------------------------- | ------------------ |
| 1946 | Medverkande   | Bortom alla väggar, kabaret Gustaf Carlström               | Johan Falck        |
| 1951 | Kajsa Hillman | Hillman & Son: Oskrivet blad Folke Mellvig                 | Lars Madsén        |
| 1951 | Kajsa Hillman | Hillman & Son: Mord på löpande band Folke Mellvig          | Lars Madsén        |
| 1951 | Kajsa Hillman | Hillman & Son: Matt med damen Folke Mellvig                | Lars Madsén        |
| 1952 | Kajsa Hillman | Hillmans semester: Liten tuva... Folke Mellvig             | Lars Madsén        |
| 1952 | Kajsa Hillman | Hillmans semester: Vatten över huvet Folke Mellvig         | Lars Madsén        |
| 1952 | Kajsa Hillman | Hillmans semester: Som man ropar i skogen... Folke Mellvig | Lars Madsén        |
| 1953 | Kajsa Hillman | Hillmans bästa: Naturlig död? Folke Mellvig                | Lars Madsén        |
| 1953 | Kajsa Hillman | Hillmans bästa: Vattengraven Folke Mellvig                 | Lars Madsén        |
| 1955 | Kajsa Hillman | Hillman och de tre ingenjörerna Folke Mellvig              | Carl-Otto Sandgren |